# Federico Burdisso
Federico Burdisso (Pavia, 2001. szeptember 20. –) háromszoros ifjúsági olimpiai bronzérmes olasz úszó.

## Élete
A 2017-es netánjai junior úszó-Európa-bajnokságon aranyérmes lett a 4 × 100 méteres vegyes váltóval (Ceccon, Martinenghi, Nardini), a 200 méteres pillangóúszók között pedig másodikként csapot be a célba (1:57,83). A győri európai ifjúsági olimpiai fesztivált (EYOF) jelentős sikerrel könyvelhette el, hiszen a dobogó legfelső fokán végzett 50 m gyorson és 200 méter pillangóúszásban, ezüstérmes lett a 4 × 100-as gyorsváltóval, ugyanakkor a harmadikként végzett 100 méter pillangón és a 4 × 100 méteres vegyes váltó tagjaként. Még ezen a nyáron begyűjtött még egy bronzérmet Indianapolisban a 4 × 100-as vegyes váltóval, a junior úszó-világbajnokságon.
A 2018-as junior Eb-nek otthont adó finn fővárosban, Helsinkiben kétszer állhatott fel a dobogó második fokára, egyszer a pillangóúszók 200 méteres finisét követően, majd másodszor a 4 × 100-as gyorsváltóval. Ugyanitt a férfi 4 × 100 méteres vegyes váltó a harmadik helyen végzett, csakúgy mint a 100 méteres pillangóúszás döntőjében. Glasgowban, a 2018-as úszó-Európa-bajnokságon – a paviaiak 16 esztendős ifjú versenyzője, Milák Kristóf és Kenderesi Tamás mögött – 1:55,97-es idővel Európa-bajnoki bronzérmes lett a 200 m pillangóúszás mezőnyében, úgy hogy a döntőbe való bejutását a brit James Guy visszalépésének köszönhette.
2018 októberében, a Buenos Airesben rendezett nyári ifjúsági olimpián a 100 és a 200 méteres pillangóúszás fináléjában bronzérmet szerzett, csakúgy mint a 4 × 100-as gyorsváltóval (Ceccon, Calloni, De Tullio).
2019 augusztusában, a Duna Arénában zajló budapesti junior úszó-világbajnokságon ezüstérmes lett a 100 méteres pillangóúszás fináléjában, míg 200 pillén harmadik lett, csakúgy mint a 4 × 100-as gyorsváltóval és a vegyes 4 × 100-as gyorsváltóval.